# Colias sieversi
Colias sieversi é uma borboleta da família Pieridae, que é encontrada em Tajiquistão.
Colias sieversi foi descrita a partir das Montanhas Pedro o Grande, na Ásia Central, que ocupa a parte oriental de Bucara e forma uma extensão ocidental do norte de Pamir.